# Zdrobite cătușe
Zdrobite cătușe (in romeno: Manette frantumate) fu l'inno nazionale della Repubblica Popolare di Romania dal 1948 al 1953. Le parole furono scritte da Aurel Baranga e la musica da Matei Socor.

## Testo (rumeno)
Zdrobite cătușe în urmă rămân,
În frunte-i mereu muncitorul.
Prin lupte și jertfe o treaptă urcăm,
Stăpân pe destin e poporul!
Traiască, traiască Republica noastră
În marș de năvalnic șuvoi revărsat!
Muncitori și țărani, cărturari și ostași,
Zidim România Republicii noi!
În lături cu putredul vechi stăvilar,
E ceasul de sfântă'ncordare!
Unirea și pacea și munca-i stegar'
Republicii noi populare!

## Traduzione italiana
Manette frantumate restano alle spalle,
Davanti c'è sempre il lavoratore.
Tra le battaglie e i sacrifici saliamo un gradino,
Padrone del destino è il popolo!
Viva, viva la nostra Repubblica
Nella marcia di un impetuoso torrente straripato!
Lavoratori e contadini, letterati e soldati,
Edifichiamo la Romania della nuova Repubblica!
Sbarazziamoci della vecchia putrida diga,
È l'ora di una santa tensione!
L'unione e la pace e il lavoro sono il portabandiera
Della nuova Repubblica Popolare!